# Драгачевски каменоресци
Драгачевски каменоресци су током 19. и у првим деценијама 20. века развили су специфичан тип полихромног надгробног споменика. Стуб је четвртастог пресека (са покривком која га штити од атмосфералија или без ње), исклесан од финог пешчара. На надгробнику су уз епитафе (често поетски надахнуте) уклесане фигуре покојника окружене различитим предметима (симболи пола, узраста, друштвеног статуса и професије), крстови различитих форми, геометријска и флорална орнаментика и симболичне представе голубова који зобљу грожђе.
Каменорезаштво у Драгачеву доживело је експанзију од средине 19. века, када су створене бројне клесарске дружине и мајсторске радионице. У Драгачеву су постојала три клесарска средишта: пуховско-лисичко, рћанско-живичко и горачићко-губеревачко. Каменорезаштво је нарочито било развијено у селима Пухово, Горачићи и Живица у којима постоје мајдани квалитетног камена пешчара тоциљњака, сипког и погодног за обраду. Драгачевски тип споменика, у локалним варијантама, проширио се преко граница самог Драгачева: по трнавским, моравским, ариљским, пожешко-косјерићким селима, па све до планина Маљен, Сувобор, Рудник, Котленик и Јавор.

## Истакнути представници
- Радосав Чикириз (1823-1864) из Ртију
- Василије Живановић-Трашевић (1837-1864) из Горачића
- Глигорије Глишо Дмитрић (1828–1887) из Котраже
- Милош Ковачевић (1835-186?) из Губереваца
- Дмитар Ђорђевић Веселиновић (1830-1894) из Горачића
- Млађен Раковић (1845-1915) из Горачића
- Љубисав Љубо Кукић (1846-192?) из Лисица
- Филип Домановић (1868-1938) из Лисица
- Богосав Николић (1875-1944) из Лисица
- Живко Јаћимовић (1878-1945) из Пухова
- Тихомир Петронијевић Мандрк (1906-1977) из Лисица

## Мање познати мајстори
Осим поменутих, Никола Стојић, Никола Дудић и Радован М. Маринковић набрајају имена мање познатих драгачевских каменорезаца:

### Каменоресци изВиче
- Миљко Ковачевић (1905−1982)

### Каменоресци изГорачића
- Давид ковач (1779−1849)
- Иван Давидовић (?-?)
- Владимир Петровић (1874−1939)

### Каменоресци изГубереваца
- Милош Ковачевић (1835−1866)
- Урош Петровић (?−?)
- Добросав Вуловић (?−?)

### Каменоресци изГуче
- Драгомир Јаковљевић (1887-1961)
- Витомир Виторовић[3]
- Маринко Икодиновић[3]
- Стеван Костић[3]
- Вуксан Тодоровић[3]

### Каменоресци изДучаловића
- Павле Пантелић (1838-1899)
- Велимир Пантелић (1895-1962)
- Миленко Цвијовић (1863-1915)
- Миладин Р. Ковачевић (1893-1968)

### Каменоресци изЖивице
- Будимир Пантовић (?−?)
- Милутин Јоровић (?−?)
- Милисав Танасковић (1895−1963)
- Божидар Танасковић[3]
- Миодраг Танасковић[3]
- Милорад Јоровић[3]
- Радисав Матовић[3]
- Радојица Матовић[3]
- Милош Костић[3]
- Драгослав Микановић[3]
- Душан Микановић[3]
- Милош Николић[3]
- Дојчило Радовановић[3]
- Миодраг Радовановић[3]
- Бошко Стевановић[3]
- Драгутин Страњанчевић[3]
- Жарко Страњанчевић[3]
- Мијаило Страњанчевић[3]
- Микаило Страњанчевић[3]
- Ненад Страњанчевић[3]
- Радован Страњанчевић[3]

### Каменоресци изКотраже
- Глигорије Глишо Дмитрић (1828–1887)
- Обрад Милинковић (1874-1915)
- Војислав Милинковић (1895-1943)
- Војислав Кузмановић (1883−1967)

### Каменоресци изКриваче
- Ристо Миловановић (1899-1966)
- Момир Миловановић (?-?)
- Будимир Миловановић[3]
- Владимир Миловановић[3]
- Властимир Миловановић[3]
- Мијаило Миловановић[3]
- Миломир Миловановић[3]
- Станислав Миловановић[3]
- Адам Миловановић[3]
- Бошко Виторовић[3]
- Илија Виторовић[3]
- Никола Виторовић[3]
- Радосав Виторовић[3]
- Славко Виторовић[3]
- Драгослав Славковић[3]
- Милорад Славковић[3]
- Милош Славковић[3]

### Каменоресци изЛисе
- Драгутин Кириџић (1877-1933)
- Милан Милићевић (1884-1916)

### Каменоресци изЛисица
- Милосав Милосављевић (1834-1870)
- Љубисав Љубо Кукић (1846-192?)
- Филип Домановић (1868-1938)
- Боривоје Домановић (1908–1990)
- Богосав Николић (1875-1944)
- Живко Јаћимовић (1878-1945)
- Петар Гавриловић (?-?)
- Тихомир Петронијевић Мандрк (1906-1977)

### Каменоресци изМарковице
- Василије Обреновић (?-?)

### Каменоресци изМилатовића
- Рисим Зечевић (?-1876)

### Каменоресци изПухова
- Богосав Тајсић (1814-1866)
- Добросав Јаћимовић (1866-1915)
- Живко Јаћимовић (1878−1945)
- Крстомир Нешовановић (1875−1935)
- Живојин Тодоровић (1887-1937)
- Драгослав Јаћимовић (1911-1983)
- Станимир Јаћимовић (?-?)
- Војислав Јаћимовић[3]
- Вучко Јаћимовић[3]
- Миленко Јаћимовић[3]
- Радисав Јаћимовић[3]
- Радиша Јанковић[3]
- Павле Јелић[3]

### Каменоресци изПшаника
- Игњат Спасојевић (?-?)

### Каменоресци изРогаче
- Милоје од Рогаче (?-?)

### Каменоресци изРтара
- Љубомир Недовић (1853-1919)
- Ђурђе Томовић (1862-1920)

### Каменоресци изРтију
- Љубисав Љубо Ђекић (1877-1940)

### Каменоресци изТијања
- Ђорђе Митровић (1870-1940)

### Каменоресци изЦерове
- Љубомир Трипковић (1881-1971)

## Мајстори ван Драгачева
У драгачевске каменоресце се убрајају и два мајстора из трнавског краја који је старином припадао Драгачеву: Урош Петровић из Парменца и Видосав Белопавловић из Петнице и каменоресци који су живели ван Драгачева: Васо Јевтовић и Стеван Јевтовић из Ариља, Стеван Лазаревић из Крчагова, Сретен Мињовић из Рашчића, Мијаило Поповић из Свештице и Филип Павловић из Табановића.